# 上原 (渋谷区)
上原（うえはら）は、東京都渋谷区の町名。現行行政地名は上原一丁目から上原三丁目。住居表示実施済区域。

## 地理
東京都渋谷区・代々幡地域に属する。北端から東端部にかけて小田急路線が地上に隣接されている。渋谷区・代々幡地域の西部に位置し、北で西原、北東で元代々木町、東で富ヶ谷、南で目黒区駒場、西で世田谷区北沢、北西で大山町と接する。主に商業地および住宅地として利用される。本町に所在する代々木警察署および神南に所在する 渋谷消防署の管轄に当たる。

### 地価
住宅地の地価は、2025年（令和7年）1月1日の公示地価によれば、上原1-18-2の地点で140万円/m2、上原2-10-6の地点で140万円/m2となっている。

## 歴史

### 住居表示実施前後の町名の変遷
| 実施後     | 実施年月日   | 実施前（各町名ともその一部）                           |
| ---------- | ------------ | ------------------------------------------------------ |
| 上原一丁目 | 1963年7月1日 | 代々木本町、代々木上原町、代々木富ヶ谷町、代々木大山町 |
| 上原二丁目 | 1963年7月1日 | 代々木本町、代々木上原町、代々木富ヶ谷町、代々木大山町 |
| 上原三丁目 | 1963年7月1日 | 代々木本町、代々木上原町、代々木富ヶ谷町、代々木大山町 |

## 世帯数と人口
2024年（令和6年）12月1日現在（渋谷区発表）の世帯数と人口は以下の通りである。
| 丁目       | 世帯数    | 人口     |
| ---------- | --------- | -------- |
| 上原一丁目 | 1,987世帯 | 3,097人  |
| 上原二丁目 | 2,269世帯 | 4,280人  |
| 上原三丁目 | 1,779世帯 | 3,362人  |
| 計         | 6,035世帯 | 10,739人 |

### 人口の変遷
国勢調査による人口の推移。
| 年                 | 人口   |
| ------------------ | ------ |
| 1995年（平成7年）  | 8,343  |
| 2000年（平成12年） | 8,399  |
| 2005年（平成17年） | 8,488  |
| 2010年（平成22年） | 8,285  |
| 2015年（平成27年） | 9,878  |
| 2020年（令和2年）  | 11,158 |

### 世帯数の変遷
国勢調査による世帯数の推移。
| 年                 | 世帯数 |
| ------------------ | ------ |
| 1995年（平成7年）  | 4,096  |
| 2000年（平成12年） | 4,402  |
| 2005年（平成17年） | 4,753  |
| 2010年（平成22年） | 4,658  |
| 2015年（平成27年） | 5,531  |
| 2020年（令和2年）  | 6,312  |

## 学区
区立小・中学校に通う場合、学区は以下の通りとなる（2023年3月時点）。
| 丁目       | 番地             | 小学校             | 中学校             | 調整区域による変更可能校 |
| ---------- | ---------------- | ------------------ | ------------------ | ------------------------ |
| 上原一丁目 | 1～5番 41～47番  | 渋谷区立富谷小学校 | 渋谷区立上原中学校 |                          |
| 上原一丁目 | 21〜35番         | 渋谷区立上原小学校 | 渋谷区立上原中学校 |                          |
| 上原一丁目 | 6〜20番 36〜40番 | 渋谷区立上原小学校 | 渋谷区立上原中学校 | 渋谷区立富谷小学校       |
| 上原二丁目 | 1番              | 渋谷区立上原小学校 | 渋谷区立上原中学校 | 渋谷区立富谷小学校       |
| 上原二丁目 | その他           | 渋谷区立上原小学校 | 渋谷区立上原中学校 |                          |
| 上原三丁目 | 全域             | 渋谷区立上原小学校 | 渋谷区立上原中学校 |                          |

## 交通

### 道路
- 東京都道413号赤坂杉並線（井ノ頭通り）
- 東京都道420号鮫洲大山線
- 仲通り商店街

## 事業所
2021年（令和3年）現在の経済センサス調査による事業所数と従業員数は以下の通りである。
| 丁目       | 事業所数  | 従業員数 |
| ---------- | --------- | -------- |
| 上原一丁目 | 267事業所 | 2,092人  |
| 上原二丁目 | 109事業所 | 632人    |
| 上原三丁目 | 133事業所 | 1,569人  |
| 計         | 509事業所 | 4,293人  |

### 事業者数の変遷
経済センサスによる事業所数の推移。
| 年                 | 事業者数 |
| ------------------ | -------- |
| 2016年（平成28年） | 315      |
| 2021年（令和3年）  | 509      |

### 従業員数の変遷
経済センサスによる従業員数の推移。
| 年                 | 従業員数 |
| ------------------ | -------- |
| 2016年（平成28年） | 2,958    |
| 2021年（令和3年）  | 4,293    |

## 施設

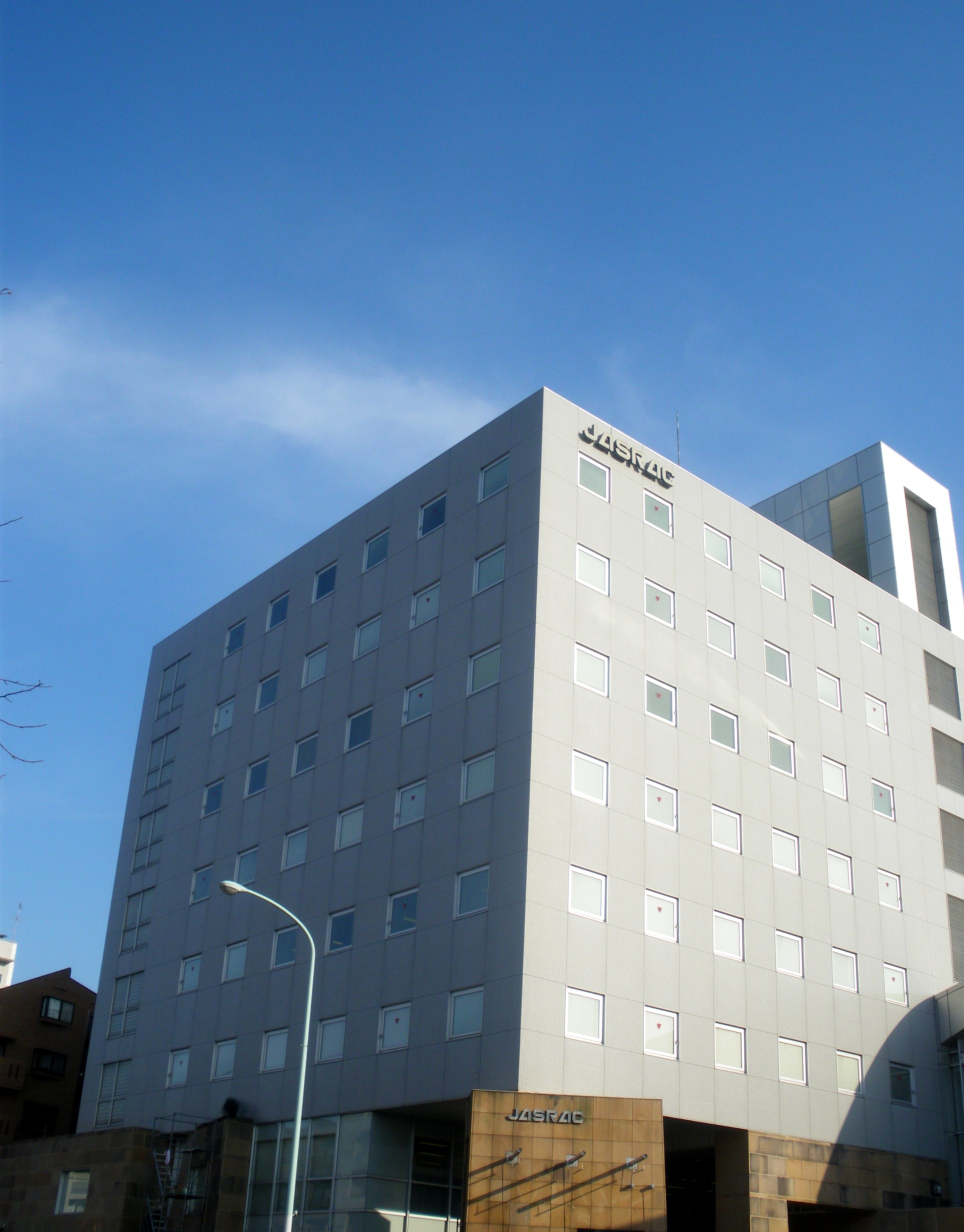
日本音楽著作権協会 (JASRAC) 本部

- 駐日コートジボワール大使館
- 渋谷区立富谷図書館
- 渋谷区立上原社会教育館
- 渋谷区立上原中学校
- 渋谷区立上原小学校
- 渋谷区立富谷小学校
- 上原公園
- 上原児童遊園地
- 上原二丁目児童遊園地
- 上原三丁目児童遊園地
- 清風クラブ - テニスコート
- 薫る風・上原子ども園
- 岸辺幼稚園
- 日本音楽著作権協会
  - 古賀政男音楽博物館

## 関係者
居住その他ゆかりある人物
- 徳川頼倫 - 紀州徳川家15代目当主。旧代々幡町時代に居住

## その他

### 日本郵便
- 郵便番号 : 151-0064[3]（集配局 : 代々木郵便局[15]）。